# Немања Станковић (музичар)
Немања Станковић (Крагујевац, 26. децембар 1989) српски је виолончелиста. Током осам сезона (2011 - 2019) био је вођа групе виолончела Београдске филхармоније, а од 2018. предаје на Факултету музичке уметности у Београду, у звању доцента.

## Образовање
Средњу музичку школу завршио је у Крагујевцу у класи Боже Сарамандића, као ученик генерације. Дипломирао је 2009. године на Факултету музичке уметности у Београду, у класи Сандре Белић, као студент генерације. Звање мастера стекао је 2013. године на Бечком конзерваторијуму, где се школовао у класи Наталије Гутман. Усавршавао се у Фиренци (Scuola di Musica di Fiesole) и на Универзитету Mozarteum у Салцбургу, где је завршио постдипломске студије у класи Енрика Бронција.
Докторирао је на Факултету музичке уметности у Београду 2015. године.
Похађао је мајсторске курсеве код реномираних уметника као што су Јенс Петер Мајнц, Алфред Брендел, Ралф Киршбаум, Дејвид Стрејнџ, Миша Мајски...

## Радна биографија
Као солиста, Станковић је наступао са Београдском филхармонијом, Симфонијским оркестром РТС-а, Cameratom Serbicom, Италијанским омладинским оркестром (OGI), Чешким виртуозима, БГО Душан Сковран, Гудачима св. Ђорђа...
Као члан ансамбла Trio Immersio, Станковић је наступао на четири континента - у Европи, Северној Америци, Азији и Африци.
Сарађивао је са бројним уметницима попут Јана Фоглера, Јурија Ревича, Немање Радуловића, Габријела Фелца, Естер Хафнер, Станка Мадића, Тијане Милошевић, са гудачким квартетима "Nous" и "Epoque", као и са триом "Покрет".
У оквиру пројекта "Нова српска музика за виолончело" премијерно је извео велики број нових композиција за виолончело чији су аутори истакнути српски композитори данашњице, попут Ање Ђорђевић, Драгане С Јовановић, Наташе Богојевић, Иване Стефановић, Ирене Поповић.
Од фебруара 2017. до септембра 2018. био је запослен на Факултету уметности у Нишу где је предавао виолончело. Од октобра 2018. доцент је на Факултету музичке уметности у Београду.

## Награде и признања
Немања Станковић је 2018. проглашен за најбољег младог уметника од стране ревије Музика класика.
Trio Immersio је, са Станковићем у поставци, 2019. године проглашен за Ансамбл године од стране уметничке асоцијације Le Dimore del Quartetto.
Станковић је био награђиван као финалиста бројних такмичења и конкурса, попут Међународног такмичења виолончелиста у Лицену (Аустрија), Међународног такмичења музичке омладине (Србија), Јоханес Брамс (Аустрија), Фиделио специјал (Аустрија), Антонио Јанигро (Хрватска), Петар Коњовић (Србија)...
Године 2007. је од стране уметничке асоцијације АртЛинк проглашен за најперспективнијег младог уметника Србије. Ова награда донела му је снимање првог компакт диска (под покровитељством Аудија), са делима Паганинија, Дворжака, Давидова, Хајдна и Чајковског.